# Keinutan kaikua
Keinutan kaikua is een Fins gedicht van L.Onerva 1904 uit haar bundel Sekasointuja. L.Onerva is het pseudoniem van Hilja Onerva Lehtinen, de vrouw van componist Leevi Madetoja. Een vrouw mijmert over haar kind. De Nederlandse vertaling luidt: "Ik wieg mijn echo". Wrang detail is dat het echtpaar kinderloos was en tenonder ging aan drank.
Minstens drie componisten schreven muziek bij deze tekst.
- Toivo Kuula, zijn opus 11: lied zes uit Seitsemän laulua sekakuorolle a cappella, waarvan twee versies bestaan; een uit 1904 en een uit 191; (Kuula was met Madetoja bevriend).
- Aarre Merikanto; losstaand lied
- Leevi Madetoja, zijn opus 82: lied 1 uit Luovan lemmen metaforat uit 1946

## Aarre Merikanto
Aarre Merikanto schreef meerdere versies van dit lied. Bij onderzoek van het oeuvre van Merikanto kwamen twee versies boven tafel. Een is voor a capella mannenkoor, de ander voor zangstem en piano. Dit lijkt niet compleet te zijn omdat een van de versies als opusnummer 16/3 heeft meegekregen, er zouden er dus minstens drie moeten zijn. Het teruggevonden oeuvre van Merikanto is echter niet compleet. Merikanto reisde veel in zijn jeugdige compositiejaren en vernietigde ook zelf stukken. 